# 14-bis
Le 14-bis est un avion biplan, de type canard (empennage à l'avant), conçu et construit en France par le pionnier de l'aviation brésilien Alberto Santos-Dumont. Il a appelé son aéroplane « 14-bis » parce que, pour ses premiers essais de sustentation, cette machine était suspendue sous un dirigeable immatriculé « 14 ». 

## Le premier et le deuxième vol du 14-bis
Le 23 octobre 1906, dans la plaine de jeux de Bagatelle (48° 52′ 05″ N, 2° 14′ 24″ E), à proximité du parc de Bagatelle, à Paris, Santos-Dumont parvient à maintenir son 14-bis, un biplan à moteur Antoinette d’une puissance de 50 ch au-dessus du sol sur une distance d’une soixantaine de mètres « au-dessus de l’herbe ».
Le 12 novembre 1906, toujours dans le plaine de jeux de Bagatelle, Santos-Dumont réalise aux commandes du 14-bis légèrement modifié, le deuxième décollage et vol entièrement autonome d’un « plus-lourd-que-l’air », après le vol du Vuia no 1. Cet exploit est également le premier vol d'un « plus-lourd-que-l’air » en Europe.
Équipé d'un moteur Antoinette V8 d’une puissance de 50 ch, il a franchi en vol une distance de 220 mètres en 21 secondes, à la vitesse de 41,3 km/h, décrochant trois records du monde d'un coup, sous le contrôle de l'Aéro-Club de France.

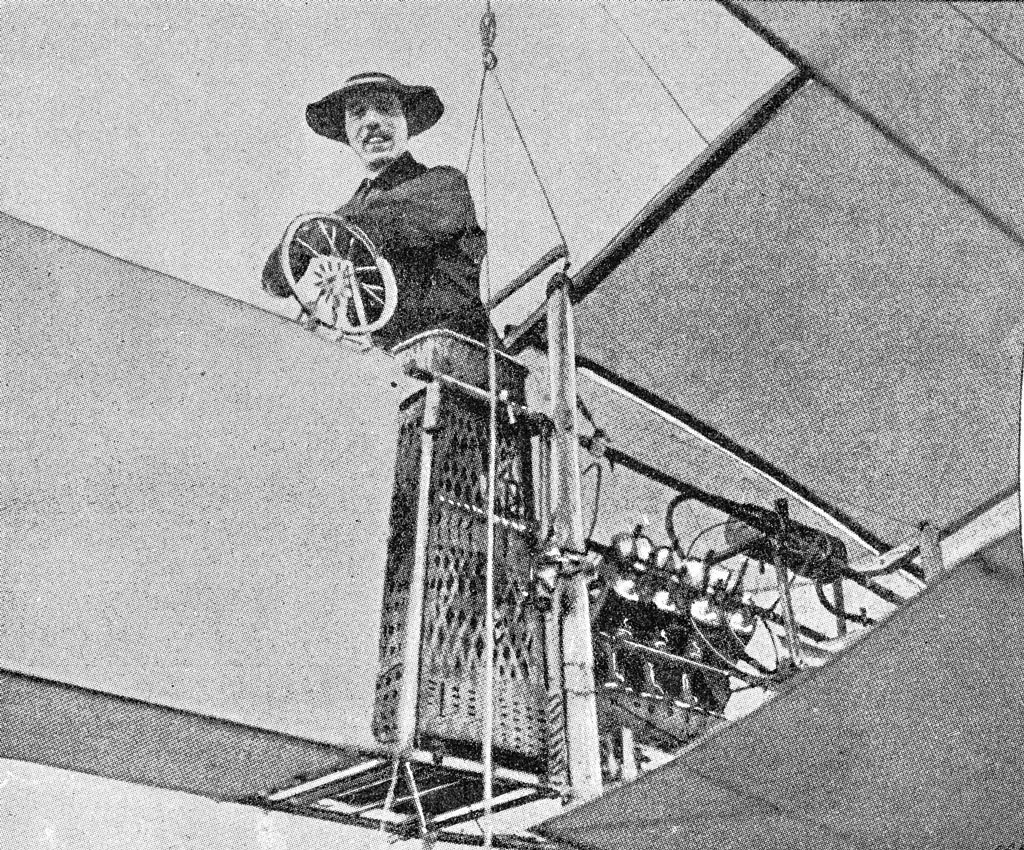
Santos-Dumont aux commandes de son avion.
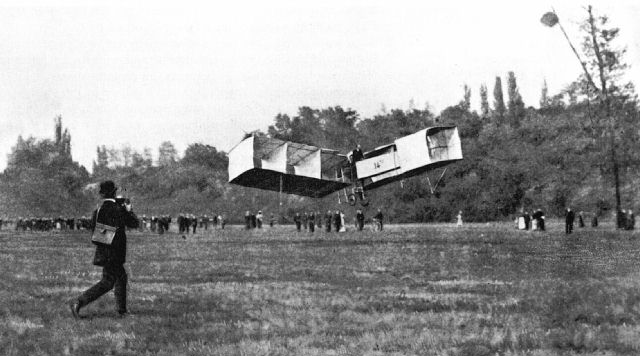
Vol de Santos-Dumont dans le plaine de jeux de Bagatelle.
Début du deuxième vol d'Alberto Santos-Dumont. Les ailerons octogonaux dans les cellules externes de l'aile sont bien visibles, ainsi que l'instabilité en roulis qu'ils étaient censés corriger.
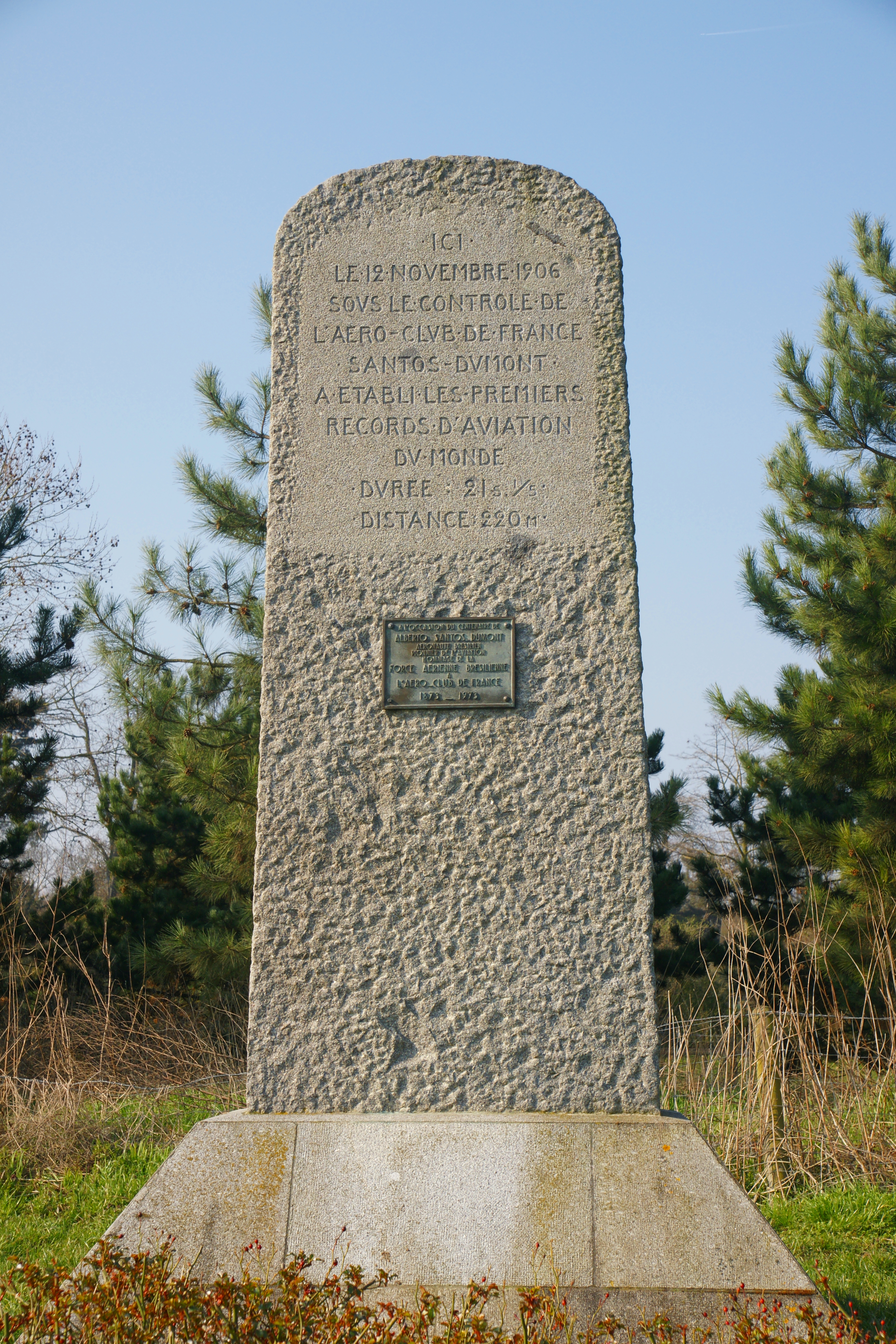
Monument au vol du 12 novembre 1906 à la plaine de jeux de Bagatelle.